# Wichard Joachim Heinrich von Möllendorf
Wichard Joachim Heinrich von Möllendorf (Lindenberg, 7 gennaio 1724 – Havelberg, 28 gennaio 1816) è stato un generale prussiano.

## La guerra dei sette anni
Cominciò la sua carriera militare come soldato semplice e come paggio del monarca Federico il Grande, nel 1740. Lo scoppio della guerra dei sette anni gli diede la possibilità di entrare in servizio effettivo e di distinguersi sul campo. Partecipò alle guerre per il possesso della Slesia, e alla fine della seconda di queste era già divenuto capitano.

## La guerra di successione bavarese
Uscito dalla guerra con il grado di maggior generale, vinse a Brix, durante la guerra di successione bavarese.

## Il dopoguerra
Negli anni di non belligeranza, occupò diversi posti di prestigio nell'amministrazione dello Stato, divenendo governatore di Berlino, nel 1783. Fu promosso generale di fanteria nel 1787, e feldmaresciallo nel 1793.

## Contro Napoleone
Nel 1806, dopo che la Prussia si unì alla Quarta coalizione anti-francese, poiché temeva il sorgere della potenza napoleonica, Napoleone attaccò la Sassonia. Möllendorf svolse un ruolo importante, senza però comandare de facto le truppe prussiane, nella disastrosa battaglia di Jena del 1806. Cadde nelle mani dei francesi con la capitolazione della Prussia. Dopo il suo rilascio trascorse il resto della sua vita in pensione. Morì nel 1816.